# Katrin Engel
Katrin Engel (ur. 2 maja 1984 r. w Mistelbachu), austriacka piłkarka ręczna, reprezentantka kraju, skrzydłowa. Obecnie występuje w Bundeslidze, w drużynie Thüringer HC.

## Sukcesy
- 2002, 2003, 2004, 2005, 2008: mistrzostwo Austrii
- 2002, 2003, 2004, 2005, 2008: puchar Austrii
- 2011: mistrzostwo Niemiec
- 2010, 2011: puchar Niemiec

## Nagrody indywidualne
- 2009: najlepsza strzelczyni Mistrzostw Świata (67 bramek)